# Der junge Gelehrte

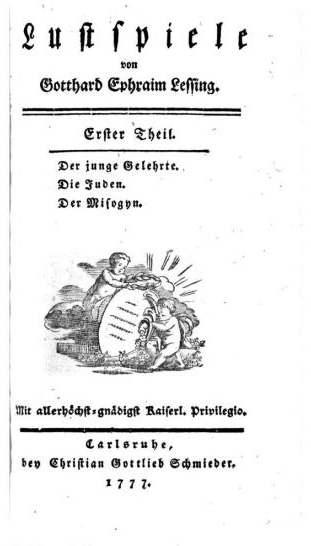
Titelseite eines Raubdrucks der Lustspiele Lessings von 1777 (original 1767 bei Voß, Berlin)

Der junge Gelehrte ist ein Lustspiel in drei Aufzügen von Gotthold Ephraim Lessing, vollendet im Jahre 1747 und uraufgeführt durch die Neubersche Truppe 1748. Die Komödie wurde 1754 veröffentlicht. Es handelt sich um sein bekanntestes Jugendwerk.

## Entstehung und Konzeption
Lessing parodiert in seinem Lustspiel nicht zuletzt seinen eigenen Werdegang vom Musterschüler der Fürstenschule St. Afra zum Studenten in Leipzig. Schon in diesem, seinem ersten Bühnenwerk, zeigen sich seine sprachlichen Stärken, insbesondere sein Gefühl für geschliffene Dialoge, die ihn später zum großen Dramatiker der Vorklassik werden lassen. Das „Lustspiel in drei Aufzügen“ handelt von dem zwanzigjährigen weltfremden und wichtigtuerischen Gelehrten (Damis), der meint, jederzeit in mehreren Fächern promovieren zu können, der sechs Fremdsprachen beherrscht und sein Dasein sinnentleerten wissenschaftlichen Spezialstudien widmet.
Von Lessings frühen Werken ist Der junge Gelehrte am stärksten dem Schema der so genannten sächsischen Verlach- und Typenkomödie verhaftet, die darauf abzielt, ein lasterhaftes oder unvernünftiges Verhalten lächerlich zu machen.
Nach Fertigstellung des Werkes 1747 übergab Lessing den Text Friederike Caroline Neuber, die den Text mit ihrer Schauspieltruppe unverzüglich auf die Bühne brachte. Lessing selbst schrieb dazu:

„Mit so vielen Verbesserungen, als ich nur immer hatte anbringen können, kam mein junger Gelehrter in die Hände der Frau Neuberin. Auch ihr Urteil verlangte ich; aber anstatt eines Urteils erwies sie mir die Ehre, die sie sonst einem angehenden Komödienschreiber nicht leicht zu erweisen pflegte, sie ließ ihn aufführen.“

Der Text wurde 1754, also einige Jahre nach der Uraufführung veröffentlicht.

## Umfang und Personen

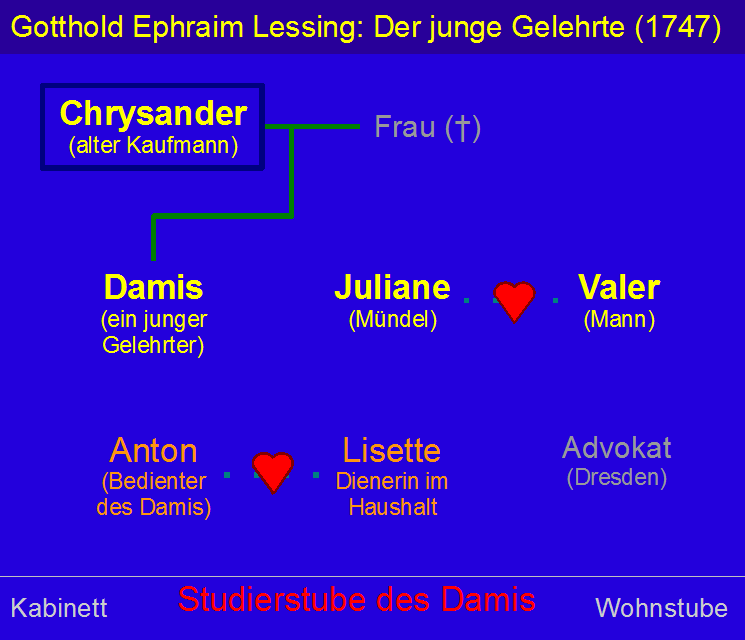
Personenübersicht

Das Werk besteht aus 3 Aufzügen. Der Schauplatz ist die Studierstube des Damis. Es treten auf:
- Chrysander, ein alter Kaufmann
- Damis, der junge Gelehrte, Chrysanders Sohn
- Valer
- Juliane, Chrysanders Mündel
- Anton, Diener
- Lisette, Dienerin

Weitere Personen, die im Stück eine Rolle spielen, aber nicht auftreten, sind:
- Ein Freund des Damis in Berlin, der dessen Arbeit aber nicht an die Preußische Akademie weitergibt
- Ein Advokat in Dresden, bei dem Chrysander brieflich wegen des ‚Dokuments‘ und einem möglichen Prozess anfragt

## Inhalt
1. Akt: Kaufmann Chrysander hat beschlossen, seinen ihm auf der Tasche liegenden Sohn, den "Jungen Gelehrten" Damis, an sein Mündel Juliane zu verheiraten. Ihm ist ein Dokument in die Hände gefallen, welches die Möglichkeit in Aussicht stellt, das verloren geglaubte Vermögen des Mädchens in einem Prozess zurückzugewinnen.
Doch Damis will davon nichts wissen: Frauen an sich sind ihm zuwider und seine Adoptivschwester Juliane ganz besonders. Er wartet ungeduldig auf einen Brief aus Berlin, welcher ihm gewiss den Sieg in einem wissenschaftlichen Wettbewerb der preußischen Akademie mitteilen wird. Inzwischen trifft Damis’ Jugendfreund Valer, dem Chrysander wegen seiner aufrichtigen Liebe zu Juliane das Mädchen eigentlich versprochen hat, ein und will Chrysander sprechen. Da der Vater bei Damis nichts erreicht, beauftragt er dessen Diener Anton, den Sohn bezüglich der Heiratspläne zu einer Zusage zu bewegen und verspricht ihm dafür eine Belohnung.
2. Akt: Eingefädelt von der Dienerin Lisette kommt es zur Aussprache zwischen den Liebenden, in welcher Juliane ihren Entschluss kund tut, die vorgeschlagene Heirat aus Pflichtgefühl gegenüber Chrysander einzugehen. Um dem verzweifelten Valer zu helfen, schlägt Lisette ihm anschließend vor, Chrysander einen gefälschten Brief unterzuschieben, in dem die Gültigkeit des ausschlaggebenden Dokumentes angezweifelt wird. Anton trifft auf die an der Fälschung arbeitende Lisette und wir erfahren, dass die beiden sich eigentlich lieben, aber es bisher noch zu keinem offiziellen Verlöbnis gekommen ist. Lisette horcht Anton aus und erfährt, welchen Auftrag er hat. Sie selbst verlegt sich nun auf ausufernde Schmeicheleien gegenüber Damis, um diesen auszukundschaften und Juliane in einem schlechten Licht darzustellen. Fassungslos muss sie jedoch mit ansehen, wie ihr heimlicher Geliebter sich mit seinem Herren verbündet und dessen Pläne, Juliane trotz seiner Abneigung und aller vorgebrachten Argumente zum Zeichen seiner Toleranz und Weltverachtung zu heiraten, unterstützt. Valer versucht mit seinem Freund Damis persönlich ins Reine zu kommen und ihn um seinetwillen zur Aufgabe der Heiratspläne zu bewegen. Doch Damis lässt ihn abblitzen.
3. Akt: Nun schaltet sich wieder Lisette ein und macht ihren Einfluss auf Anton geltend, um ihn den inzwischen fertiggestellten falschen Brief an den Hausherrn überbringen zu lassen. Nach Erhalt des Briefes versucht Chrysander, den Sohn von der vorgeschlagenen Heirat abzubringen, was dessen Beharren auf seinem Entschluss nur noch verstärkt. In ihren Streit platzt Valer mit der Nachricht hinein, dass er nun abreisen will. Chrysander jedoch macht diesem erneut Hoffnung auf Juliane und heuchelt, dass er sich umentschieden habe. Als Juliane erfährt, wodurch der Umschwung des Vormundes zustande kam, entsagt sie der Heirat mit Valer abermals, da sie nicht Nutznießer eines Betruges sein möchte. Alle Bemühungen der Dienerschaft, die Sache ins Lot zu bringen, sind damit gescheitert. Damis erhält jetzt seinen ersehnten Brief und liest ihn Anton gleich vor. Es zeigt sich jedoch, dass er nicht nur den Wettbewerb nicht gewonnen, sondern sein mit der Überbringung des Beitrages beauftragter Freund diesen zurückgehalten hat, um Damis wegen seines am Thema vorbei geschriebenen Machwerks nicht der Lächerlichkeit preiszugeben. Für Damis stürzt die Welt seines Selbstbetruges ein. Doch schon bald ist er wieder obenauf: Allein die Dummheit seiner deutschen Landsleute sei schuld daran, dass sein Genie verkannt wird. Da er nun die Heimat verlässt und Juliane entsagt, kann das Paar am Ende doch noch zusammenkommen.